# Abraj Kudai
Abraj Kudai (arabiska: أبراج كدي, Abraj Kuday, "Kudaytornen") är ett delvis färdigställt hotell i Mecka i Saudiarabien. Hotellet började byggas 2014 och planerades ursprungligen att öppna 2017. Arbetet pausades dock 2015 på grund av finansiella problem. Abraj Kudai har (2024) inte öppnats för allmänheten.
Om hotellet färdigställs kommer det att bli ett av världens största hotell, men en ring av 12 separata torn, som vardera är 45 våningar höga. Det projekteras för 10 000 hotellrum, 70 restauranger, helikopterplattor och en konferensanläggning. Hotellet byggs med sikte på de miljoner troende som varje år vallfärdar till muslimernas heliga stad. Hotellet ligger bara drygt två kilometer från Meckas heliga moské Masjid al-Haram.
Den beräknade kostnaden för projektet är 3,5 miljarder dollar och bygget berör över 1,4 miljoner m² mark.